# Al Kufrah
Al Kufrah is een gemeente (Shabiyah) in Libië. Al Kufrah telde in 2006 50.104 inwoners. De hoofdplaats van de gemeente is Kufra.
Benghazi ·
Al Butnan ·
Derna ·
Ghat ·
Al Jabal al Akhdar ·
Al Jabal al Gharbi ·
Al Jfara ·
Al Jufrah ·
Al Kufrah ·
Al Marj ·
Misratah ·
Al Murgub ·
Murzuq ·
Nalut ·
An Nuqat al Khams ·
Sabha ·
Sirte ·
Tripoli ·
Wadi Al Hayaa ·
Wadi Al Shatii ·
Al Wahat ·
Az Zawiyah